# Мари, Альберто
Альберто Мари (14 июня 1892, Феррара — 26 августа 1953, там же) — итальянский шахматный композитор; один из пропагандистов стратегической двухходовки (см. «Гуд компаньон»). Опубликовал в бельгийском журнале «Эшикье» 2 статьи (1928), посвященные механизму перемены, определив при этом его основные разновидности. Автор темы в шахматной задаче. Внёс также ряд интересных предложений в тему комбинаций в попытках на матующем ходу.

## Задачи
|   | a | b | c | d | e | f | g | h |   |
| - | --- | --- | --- | --- | --- | --- | --- | --- | - |
| 8 | a8 белый конь · c8 белая ладья · e7 чёрная пешка · a6 белый ферзь · f6 чёрная пешка · a5 чёрная пешка · c5 белая пешка · d5 чёрный король · a4 чёрный ферзь · d4 чёрный конь · e4 чёрный конь · f4 белая пешка · b3 белая пешка · c3 чёрная пешка · d2 белый конь · f2 белый слон · g2 белый король · e1 белая ладья | a8 белый конь · c8 белая ладья · e7 чёрная пешка · a6 белый ферзь · f6 чёрная пешка · a5 чёрная пешка · c5 белая пешка · d5 чёрный король · a4 чёрный ферзь · d4 чёрный конь · e4 чёрный конь · f4 белая пешка · b3 белая пешка · c3 чёрная пешка · d2 белый конь · f2 белый слон · g2 белый король · e1 белая ладья | a8 белый конь · c8 белая ладья · e7 чёрная пешка · a6 белый ферзь · f6 чёрная пешка · a5 чёрная пешка · c5 белая пешка · d5 чёрный король · a4 чёрный ферзь · d4 чёрный конь · e4 чёрный конь · f4 белая пешка · b3 белая пешка · c3 чёрная пешка · d2 белый конь · f2 белый слон · g2 белый король · e1 белая ладья | a8 белый конь · c8 белая ладья · e7 чёрная пешка · a6 белый ферзь · f6 чёрная пешка · a5 чёрная пешка · c5 белая пешка · d5 чёрный король · a4 чёрный ферзь · d4 чёрный конь · e4 чёрный конь · f4 белая пешка · b3 белая пешка · c3 чёрная пешка · d2 белый конь · f2 белый слон · g2 белый король · e1 белая ладья | a8 белый конь · c8 белая ладья · e7 чёрная пешка · a6 белый ферзь · f6 чёрная пешка · a5 чёрная пешка · c5 белая пешка · d5 чёрный король · a4 чёрный ферзь · d4 чёрный конь · e4 чёрный конь · f4 белая пешка · b3 белая пешка · c3 чёрная пешка · d2 белый конь · f2 белый слон · g2 белый король · e1 белая ладья | a8 белый конь · c8 белая ладья · e7 чёрная пешка · a6 белый ферзь · f6 чёрная пешка · a5 чёрная пешка · c5 белая пешка · d5 чёрный король · a4 чёрный ферзь · d4 чёрный конь · e4 чёрный конь · f4 белая пешка · b3 белая пешка · c3 чёрная пешка · d2 белый конь · f2 белый слон · g2 белый король · e1 белая ладья | a8 белый конь · c8 белая ладья · e7 чёрная пешка · a6 белый ферзь · f6 чёрная пешка · a5 чёрная пешка · c5 белая пешка · d5 чёрный король · a4 чёрный ферзь · d4 чёрный конь · e4 чёрный конь · f4 белая пешка · b3 белая пешка · c3 чёрная пешка · d2 белый конь · f2 белый слон · g2 белый король · e1 белая ладья | a8 белый конь · c8 белая ладья · e7 чёрная пешка · a6 белый ферзь · f6 чёрная пешка · a5 чёрная пешка · c5 белая пешка · d5 чёрный король · a4 чёрный ферзь · d4 чёрный конь · e4 чёрный конь · f4 белая пешка · b3 белая пешка · c3 чёрная пешка · d2 белый конь · f2 белый слон · g2 белый король · e1 белая ладья | 8 |
| 7 | a8 белый конь · c8 белая ладья · e7 чёрная пешка · a6 белый ферзь · f6 чёрная пешка · a5 чёрная пешка · c5 белая пешка · d5 чёрный король · a4 чёрный ферзь · d4 чёрный конь · e4 чёрный конь · f4 белая пешка · b3 белая пешка · c3 чёрная пешка · d2 белый конь · f2 белый слон · g2 белый король · e1 белая ладья | a8 белый конь · c8 белая ладья · e7 чёрная пешка · a6 белый ферзь · f6 чёрная пешка · a5 чёрная пешка · c5 белая пешка · d5 чёрный король · a4 чёрный ферзь · d4 чёрный конь · e4 чёрный конь · f4 белая пешка · b3 белая пешка · c3 чёрная пешка · d2 белый конь · f2 белый слон · g2 белый король · e1 белая ладья | a8 белый конь · c8 белая ладья · e7 чёрная пешка · a6 белый ферзь · f6 чёрная пешка · a5 чёрная пешка · c5 белая пешка · d5 чёрный король · a4 чёрный ферзь · d4 чёрный конь · e4 чёрный конь · f4 белая пешка · b3 белая пешка · c3 чёрная пешка · d2 белый конь · f2 белый слон · g2 белый король · e1 белая ладья | a8 белый конь · c8 белая ладья · e7 чёрная пешка · a6 белый ферзь · f6 чёрная пешка · a5 чёрная пешка · c5 белая пешка · d5 чёрный король · a4 чёрный ферзь · d4 чёрный конь · e4 чёрный конь · f4 белая пешка · b3 белая пешка · c3 чёрная пешка · d2 белый конь · f2 белый слон · g2 белый король · e1 белая ладья | a8 белый конь · c8 белая ладья · e7 чёрная пешка · a6 белый ферзь · f6 чёрная пешка · a5 чёрная пешка · c5 белая пешка · d5 чёрный король · a4 чёрный ферзь · d4 чёрный конь · e4 чёрный конь · f4 белая пешка · b3 белая пешка · c3 чёрная пешка · d2 белый конь · f2 белый слон · g2 белый король · e1 белая ладья | a8 белый конь · c8 белая ладья · e7 чёрная пешка · a6 белый ферзь · f6 чёрная пешка · a5 чёрная пешка · c5 белая пешка · d5 чёрный король · a4 чёрный ферзь · d4 чёрный конь · e4 чёрный конь · f4 белая пешка · b3 белая пешка · c3 чёрная пешка · d2 белый конь · f2 белый слон · g2 белый король · e1 белая ладья | a8 белый конь · c8 белая ладья · e7 чёрная пешка · a6 белый ферзь · f6 чёрная пешка · a5 чёрная пешка · c5 белая пешка · d5 чёрный король · a4 чёрный ферзь · d4 чёрный конь · e4 чёрный конь · f4 белая пешка · b3 белая пешка · c3 чёрная пешка · d2 белый конь · f2 белый слон · g2 белый король · e1 белая ладья | a8 белый конь · c8 белая ладья · e7 чёрная пешка · a6 белый ферзь · f6 чёрная пешка · a5 чёрная пешка · c5 белая пешка · d5 чёрный король · a4 чёрный ферзь · d4 чёрный конь · e4 чёрный конь · f4 белая пешка · b3 белая пешка · c3 чёрная пешка · d2 белый конь · f2 белый слон · g2 белый король · e1 белая ладья | 7 |
| 6 | a8 белый конь · c8 белая ладья · e7 чёрная пешка · a6 белый ферзь · f6 чёрная пешка · a5 чёрная пешка · c5 белая пешка · d5 чёрный король · a4 чёрный ферзь · d4 чёрный конь · e4 чёрный конь · f4 белая пешка · b3 белая пешка · c3 чёрная пешка · d2 белый конь · f2 белый слон · g2 белый король · e1 белая ладья | a8 белый конь · c8 белая ладья · e7 чёрная пешка · a6 белый ферзь · f6 чёрная пешка · a5 чёрная пешка · c5 белая пешка · d5 чёрный король · a4 чёрный ферзь · d4 чёрный конь · e4 чёрный конь · f4 белая пешка · b3 белая пешка · c3 чёрная пешка · d2 белый конь · f2 белый слон · g2 белый король · e1 белая ладья | a8 белый конь · c8 белая ладья · e7 чёрная пешка · a6 белый ферзь · f6 чёрная пешка · a5 чёрная пешка · c5 белая пешка · d5 чёрный король · a4 чёрный ферзь · d4 чёрный конь · e4 чёрный конь · f4 белая пешка · b3 белая пешка · c3 чёрная пешка · d2 белый конь · f2 белый слон · g2 белый король · e1 белая ладья | a8 белый конь · c8 белая ладья · e7 чёрная пешка · a6 белый ферзь · f6 чёрная пешка · a5 чёрная пешка · c5 белая пешка · d5 чёрный король · a4 чёрный ферзь · d4 чёрный конь · e4 чёрный конь · f4 белая пешка · b3 белая пешка · c3 чёрная пешка · d2 белый конь · f2 белый слон · g2 белый король · e1 белая ладья | a8 белый конь · c8 белая ладья · e7 чёрная пешка · a6 белый ферзь · f6 чёрная пешка · a5 чёрная пешка · c5 белая пешка · d5 чёрный король · a4 чёрный ферзь · d4 чёрный конь · e4 чёрный конь · f4 белая пешка · b3 белая пешка · c3 чёрная пешка · d2 белый конь · f2 белый слон · g2 белый король · e1 белая ладья | a8 белый конь · c8 белая ладья · e7 чёрная пешка · a6 белый ферзь · f6 чёрная пешка · a5 чёрная пешка · c5 белая пешка · d5 чёрный король · a4 чёрный ферзь · d4 чёрный конь · e4 чёрный конь · f4 белая пешка · b3 белая пешка · c3 чёрная пешка · d2 белый конь · f2 белый слон · g2 белый король · e1 белая ладья | a8 белый конь · c8 белая ладья · e7 чёрная пешка · a6 белый ферзь · f6 чёрная пешка · a5 чёрная пешка · c5 белая пешка · d5 чёрный король · a4 чёрный ферзь · d4 чёрный конь · e4 чёрный конь · f4 белая пешка · b3 белая пешка · c3 чёрная пешка · d2 белый конь · f2 белый слон · g2 белый король · e1 белая ладья | a8 белый конь · c8 белая ладья · e7 чёрная пешка · a6 белый ферзь · f6 чёрная пешка · a5 чёрная пешка · c5 белая пешка · d5 чёрный король · a4 чёрный ферзь · d4 чёрный конь · e4 чёрный конь · f4 белая пешка · b3 белая пешка · c3 чёрная пешка · d2 белый конь · f2 белый слон · g2 белый король · e1 белая ладья | 6 |
| 5 | a8 белый конь · c8 белая ладья · e7 чёрная пешка · a6 белый ферзь · f6 чёрная пешка · a5 чёрная пешка · c5 белая пешка · d5 чёрный король · a4 чёрный ферзь · d4 чёрный конь · e4 чёрный конь · f4 белая пешка · b3 белая пешка · c3 чёрная пешка · d2 белый конь · f2 белый слон · g2 белый король · e1 белая ладья | a8 белый конь · c8 белая ладья · e7 чёрная пешка · a6 белый ферзь · f6 чёрная пешка · a5 чёрная пешка · c5 белая пешка · d5 чёрный король · a4 чёрный ферзь · d4 чёрный конь · e4 чёрный конь · f4 белая пешка · b3 белая пешка · c3 чёрная пешка · d2 белый конь · f2 белый слон · g2 белый король · e1 белая ладья | a8 белый конь · c8 белая ладья · e7 чёрная пешка · a6 белый ферзь · f6 чёрная пешка · a5 чёрная пешка · c5 белая пешка · d5 чёрный король · a4 чёрный ферзь · d4 чёрный конь · e4 чёрный конь · f4 белая пешка · b3 белая пешка · c3 чёрная пешка · d2 белый конь · f2 белый слон · g2 белый король · e1 белая ладья | a8 белый конь · c8 белая ладья · e7 чёрная пешка · a6 белый ферзь · f6 чёрная пешка · a5 чёрная пешка · c5 белая пешка · d5 чёрный король · a4 чёрный ферзь · d4 чёрный конь · e4 чёрный конь · f4 белая пешка · b3 белая пешка · c3 чёрная пешка · d2 белый конь · f2 белый слон · g2 белый король · e1 белая ладья | a8 белый конь · c8 белая ладья · e7 чёрная пешка · a6 белый ферзь · f6 чёрная пешка · a5 чёрная пешка · c5 белая пешка · d5 чёрный король · a4 чёрный ферзь · d4 чёрный конь · e4 чёрный конь · f4 белая пешка · b3 белая пешка · c3 чёрная пешка · d2 белый конь · f2 белый слон · g2 белый король · e1 белая ладья | a8 белый конь · c8 белая ладья · e7 чёрная пешка · a6 белый ферзь · f6 чёрная пешка · a5 чёрная пешка · c5 белая пешка · d5 чёрный король · a4 чёрный ферзь · d4 чёрный конь · e4 чёрный конь · f4 белая пешка · b3 белая пешка · c3 чёрная пешка · d2 белый конь · f2 белый слон · g2 белый король · e1 белая ладья | a8 белый конь · c8 белая ладья · e7 чёрная пешка · a6 белый ферзь · f6 чёрная пешка · a5 чёрная пешка · c5 белая пешка · d5 чёрный король · a4 чёрный ферзь · d4 чёрный конь · e4 чёрный конь · f4 белая пешка · b3 белая пешка · c3 чёрная пешка · d2 белый конь · f2 белый слон · g2 белый король · e1 белая ладья | a8 белый конь · c8 белая ладья · e7 чёрная пешка · a6 белый ферзь · f6 чёрная пешка · a5 чёрная пешка · c5 белая пешка · d5 чёрный король · a4 чёрный ферзь · d4 чёрный конь · e4 чёрный конь · f4 белая пешка · b3 белая пешка · c3 чёрная пешка · d2 белый конь · f2 белый слон · g2 белый король · e1 белая ладья | 5 |
| 4 | a8 белый конь · c8 белая ладья · e7 чёрная пешка · a6 белый ферзь · f6 чёрная пешка · a5 чёрная пешка · c5 белая пешка · d5 чёрный король · a4 чёрный ферзь · d4 чёрный конь · e4 чёрный конь · f4 белая пешка · b3 белая пешка · c3 чёрная пешка · d2 белый конь · f2 белый слон · g2 белый король · e1 белая ладья | a8 белый конь · c8 белая ладья · e7 чёрная пешка · a6 белый ферзь · f6 чёрная пешка · a5 чёрная пешка · c5 белая пешка · d5 чёрный король · a4 чёрный ферзь · d4 чёрный конь · e4 чёрный конь · f4 белая пешка · b3 белая пешка · c3 чёрная пешка · d2 белый конь · f2 белый слон · g2 белый король · e1 белая ладья | a8 белый конь · c8 белая ладья · e7 чёрная пешка · a6 белый ферзь · f6 чёрная пешка · a5 чёрная пешка · c5 белая пешка · d5 чёрный король · a4 чёрный ферзь · d4 чёрный конь · e4 чёрный конь · f4 белая пешка · b3 белая пешка · c3 чёрная пешка · d2 белый конь · f2 белый слон · g2 белый король · e1 белая ладья | a8 белый конь · c8 белая ладья · e7 чёрная пешка · a6 белый ферзь · f6 чёрная пешка · a5 чёрная пешка · c5 белая пешка · d5 чёрный король · a4 чёрный ферзь · d4 чёрный конь · e4 чёрный конь · f4 белая пешка · b3 белая пешка · c3 чёрная пешка · d2 белый конь · f2 белый слон · g2 белый король · e1 белая ладья | a8 белый конь · c8 белая ладья · e7 чёрная пешка · a6 белый ферзь · f6 чёрная пешка · a5 чёрная пешка · c5 белая пешка · d5 чёрный король · a4 чёрный ферзь · d4 чёрный конь · e4 чёрный конь · f4 белая пешка · b3 белая пешка · c3 чёрная пешка · d2 белый конь · f2 белый слон · g2 белый король · e1 белая ладья | a8 белый конь · c8 белая ладья · e7 чёрная пешка · a6 белый ферзь · f6 чёрная пешка · a5 чёрная пешка · c5 белая пешка · d5 чёрный король · a4 чёрный ферзь · d4 чёрный конь · e4 чёрный конь · f4 белая пешка · b3 белая пешка · c3 чёрная пешка · d2 белый конь · f2 белый слон · g2 белый король · e1 белая ладья | a8 белый конь · c8 белая ладья · e7 чёрная пешка · a6 белый ферзь · f6 чёрная пешка · a5 чёрная пешка · c5 белая пешка · d5 чёрный король · a4 чёрный ферзь · d4 чёрный конь · e4 чёрный конь · f4 белая пешка · b3 белая пешка · c3 чёрная пешка · d2 белый конь · f2 белый слон · g2 белый король · e1 белая ладья | a8 белый конь · c8 белая ладья · e7 чёрная пешка · a6 белый ферзь · f6 чёрная пешка · a5 чёрная пешка · c5 белая пешка · d5 чёрный король · a4 чёрный ферзь · d4 чёрный конь · e4 чёрный конь · f4 белая пешка · b3 белая пешка · c3 чёрная пешка · d2 белый конь · f2 белый слон · g2 белый король · e1 белая ладья | 4 |
| 3 | a8 белый конь · c8 белая ладья · e7 чёрная пешка · a6 белый ферзь · f6 чёрная пешка · a5 чёрная пешка · c5 белая пешка · d5 чёрный король · a4 чёрный ферзь · d4 чёрный конь · e4 чёрный конь · f4 белая пешка · b3 белая пешка · c3 чёрная пешка · d2 белый конь · f2 белый слон · g2 белый король · e1 белая ладья | a8 белый конь · c8 белая ладья · e7 чёрная пешка · a6 белый ферзь · f6 чёрная пешка · a5 чёрная пешка · c5 белая пешка · d5 чёрный король · a4 чёрный ферзь · d4 чёрный конь · e4 чёрный конь · f4 белая пешка · b3 белая пешка · c3 чёрная пешка · d2 белый конь · f2 белый слон · g2 белый король · e1 белая ладья | a8 белый конь · c8 белая ладья · e7 чёрная пешка · a6 белый ферзь · f6 чёрная пешка · a5 чёрная пешка · c5 белая пешка · d5 чёрный король · a4 чёрный ферзь · d4 чёрный конь · e4 чёрный конь · f4 белая пешка · b3 белая пешка · c3 чёрная пешка · d2 белый конь · f2 белый слон · g2 белый король · e1 белая ладья | a8 белый конь · c8 белая ладья · e7 чёрная пешка · a6 белый ферзь · f6 чёрная пешка · a5 чёрная пешка · c5 белая пешка · d5 чёрный король · a4 чёрный ферзь · d4 чёрный конь · e4 чёрный конь · f4 белая пешка · b3 белая пешка · c3 чёрная пешка · d2 белый конь · f2 белый слон · g2 белый король · e1 белая ладья | a8 белый конь · c8 белая ладья · e7 чёрная пешка · a6 белый ферзь · f6 чёрная пешка · a5 чёрная пешка · c5 белая пешка · d5 чёрный король · a4 чёрный ферзь · d4 чёрный конь · e4 чёрный конь · f4 белая пешка · b3 белая пешка · c3 чёрная пешка · d2 белый конь · f2 белый слон · g2 белый король · e1 белая ладья | a8 белый конь · c8 белая ладья · e7 чёрная пешка · a6 белый ферзь · f6 чёрная пешка · a5 чёрная пешка · c5 белая пешка · d5 чёрный король · a4 чёрный ферзь · d4 чёрный конь · e4 чёрный конь · f4 белая пешка · b3 белая пешка · c3 чёрная пешка · d2 белый конь · f2 белый слон · g2 белый король · e1 белая ладья | a8 белый конь · c8 белая ладья · e7 чёрная пешка · a6 белый ферзь · f6 чёрная пешка · a5 чёрная пешка · c5 белая пешка · d5 чёрный король · a4 чёрный ферзь · d4 чёрный конь · e4 чёрный конь · f4 белая пешка · b3 белая пешка · c3 чёрная пешка · d2 белый конь · f2 белый слон · g2 белый король · e1 белая ладья | a8 белый конь · c8 белая ладья · e7 чёрная пешка · a6 белый ферзь · f6 чёрная пешка · a5 чёрная пешка · c5 белая пешка · d5 чёрный король · a4 чёрный ферзь · d4 чёрный конь · e4 чёрный конь · f4 белая пешка · b3 белая пешка · c3 чёрная пешка · d2 белый конь · f2 белый слон · g2 белый король · e1 белая ладья | 3 |
| 2 | a8 белый конь · c8 белая ладья · e7 чёрная пешка · a6 белый ферзь · f6 чёрная пешка · a5 чёрная пешка · c5 белая пешка · d5 чёрный король · a4 чёрный ферзь · d4 чёрный конь · e4 чёрный конь · f4 белая пешка · b3 белая пешка · c3 чёрная пешка · d2 белый конь · f2 белый слон · g2 белый король · e1 белая ладья | a8 белый конь · c8 белая ладья · e7 чёрная пешка · a6 белый ферзь · f6 чёрная пешка · a5 чёрная пешка · c5 белая пешка · d5 чёрный король · a4 чёрный ферзь · d4 чёрный конь · e4 чёрный конь · f4 белая пешка · b3 белая пешка · c3 чёрная пешка · d2 белый конь · f2 белый слон · g2 белый король · e1 белая ладья | a8 белый конь · c8 белая ладья · e7 чёрная пешка · a6 белый ферзь · f6 чёрная пешка · a5 чёрная пешка · c5 белая пешка · d5 чёрный король · a4 чёрный ферзь · d4 чёрный конь · e4 чёрный конь · f4 белая пешка · b3 белая пешка · c3 чёрная пешка · d2 белый конь · f2 белый слон · g2 белый король · e1 белая ладья | a8 белый конь · c8 белая ладья · e7 чёрная пешка · a6 белый ферзь · f6 чёрная пешка · a5 чёрная пешка · c5 белая пешка · d5 чёрный король · a4 чёрный ферзь · d4 чёрный конь · e4 чёрный конь · f4 белая пешка · b3 белая пешка · c3 чёрная пешка · d2 белый конь · f2 белый слон · g2 белый король · e1 белая ладья | a8 белый конь · c8 белая ладья · e7 чёрная пешка · a6 белый ферзь · f6 чёрная пешка · a5 чёрная пешка · c5 белая пешка · d5 чёрный король · a4 чёрный ферзь · d4 чёрный конь · e4 чёрный конь · f4 белая пешка · b3 белая пешка · c3 чёрная пешка · d2 белый конь · f2 белый слон · g2 белый король · e1 белая ладья | a8 белый конь · c8 белая ладья · e7 чёрная пешка · a6 белый ферзь · f6 чёрная пешка · a5 чёрная пешка · c5 белая пешка · d5 чёрный король · a4 чёрный ферзь · d4 чёрный конь · e4 чёрный конь · f4 белая пешка · b3 белая пешка · c3 чёрная пешка · d2 белый конь · f2 белый слон · g2 белый король · e1 белая ладья | a8 белый конь · c8 белая ладья · e7 чёрная пешка · a6 белый ферзь · f6 чёрная пешка · a5 чёрная пешка · c5 белая пешка · d5 чёрный король · a4 чёрный ферзь · d4 чёрный конь · e4 чёрный конь · f4 белая пешка · b3 белая пешка · c3 чёрная пешка · d2 белый конь · f2 белый слон · g2 белый король · e1 белая ладья | a8 белый конь · c8 белая ладья · e7 чёрная пешка · a6 белый ферзь · f6 чёрная пешка · a5 чёрная пешка · c5 белая пешка · d5 чёрный король · a4 чёрный ферзь · d4 чёрный конь · e4 чёрный конь · f4 белая пешка · b3 белая пешка · c3 чёрная пешка · d2 белый конь · f2 белый слон · g2 белый король · e1 белая ладья | 2 |
| 1 | a8 белый конь · c8 белая ладья · e7 чёрная пешка · a6 белый ферзь · f6 чёрная пешка · a5 чёрная пешка · c5 белая пешка · d5 чёрный король · a4 чёрный ферзь · d4 чёрный конь · e4 чёрный конь · f4 белая пешка · b3 белая пешка · c3 чёрная пешка · d2 белый конь · f2 белый слон · g2 белый король · e1 белая ладья | a8 белый конь · c8 белая ладья · e7 чёрная пешка · a6 белый ферзь · f6 чёрная пешка · a5 чёрная пешка · c5 белая пешка · d5 чёрный король · a4 чёрный ферзь · d4 чёрный конь · e4 чёрный конь · f4 белая пешка · b3 белая пешка · c3 чёрная пешка · d2 белый конь · f2 белый слон · g2 белый король · e1 белая ладья | a8 белый конь · c8 белая ладья · e7 чёрная пешка · a6 белый ферзь · f6 чёрная пешка · a5 чёрная пешка · c5 белая пешка · d5 чёрный король · a4 чёрный ферзь · d4 чёрный конь · e4 чёрный конь · f4 белая пешка · b3 белая пешка · c3 чёрная пешка · d2 белый конь · f2 белый слон · g2 белый король · e1 белая ладья | a8 белый конь · c8 белая ладья · e7 чёрная пешка · a6 белый ферзь · f6 чёрная пешка · a5 чёрная пешка · c5 белая пешка · d5 чёрный король · a4 чёрный ферзь · d4 чёрный конь · e4 чёрный конь · f4 белая пешка · b3 белая пешка · c3 чёрная пешка · d2 белый конь · f2 белый слон · g2 белый король · e1 белая ладья | a8 белый конь · c8 белая ладья · e7 чёрная пешка · a6 белый ферзь · f6 чёрная пешка · a5 чёрная пешка · c5 белая пешка · d5 чёрный король · a4 чёрный ферзь · d4 чёрный конь · e4 чёрный конь · f4 белая пешка · b3 белая пешка · c3 чёрная пешка · d2 белый конь · f2 белый слон · g2 белый король · e1 белая ладья | a8 белый конь · c8 белая ладья · e7 чёрная пешка · a6 белый ферзь · f6 чёрная пешка · a5 чёрная пешка · c5 белая пешка · d5 чёрный король · a4 чёрный ферзь · d4 чёрный конь · e4 чёрный конь · f4 белая пешка · b3 белая пешка · c3 чёрная пешка · d2 белый конь · f2 белый слон · g2 белый король · e1 белая ладья | a8 белый конь · c8 белая ладья · e7 чёрная пешка · a6 белый ферзь · f6 чёрная пешка · a5 чёрная пешка · c5 белая пешка · d5 чёрный король · a4 чёрный ферзь · d4 чёрный конь · e4 чёрный конь · f4 белая пешка · b3 белая пешка · c3 чёрная пешка · d2 белый конь · f2 белый слон · g2 белый король · e1 белая ладья | a8 белый конь · c8 белая ладья · e7 чёрная пешка · a6 белый ферзь · f6 чёрная пешка · a5 чёрная пешка · c5 белая пешка · d5 чёрный король · a4 чёрный ферзь · d4 чёрный конь · e4 чёрный конь · f4 белая пешка · b3 белая пешка · c3 чёрная пешка · d2 белый конь · f2 белый слон · g2 белый король · e1 белая ладья | 1 |
|   | a | b | c | d | e | f | g | h |   |

1.Kf1! с угрозой 2.Ке3# (используя блокирование полей d4 и е4). 

1. ... Ке~ 2.Кb6# и 1. ... К:с5! 2.Кс7#, 

1. ... Kd~ 2.Кс7# и 1. ... Ке6! 2.Кb6# (чёрная коррекция с чередованием матующих ходов белых), 

1. ... Кb5 2.Фс6#